# Ellijay (Georgia)
Ellijay – miasto w Stanach Zjednoczonych, w północnej części stanu Georgia, w hrabstwie Glimer, którego jest siedzibą władz.

## Historia
Miasto zostało założone jako osada kolejowa w 1884 roku.